# Wyniosłość krtaniowa

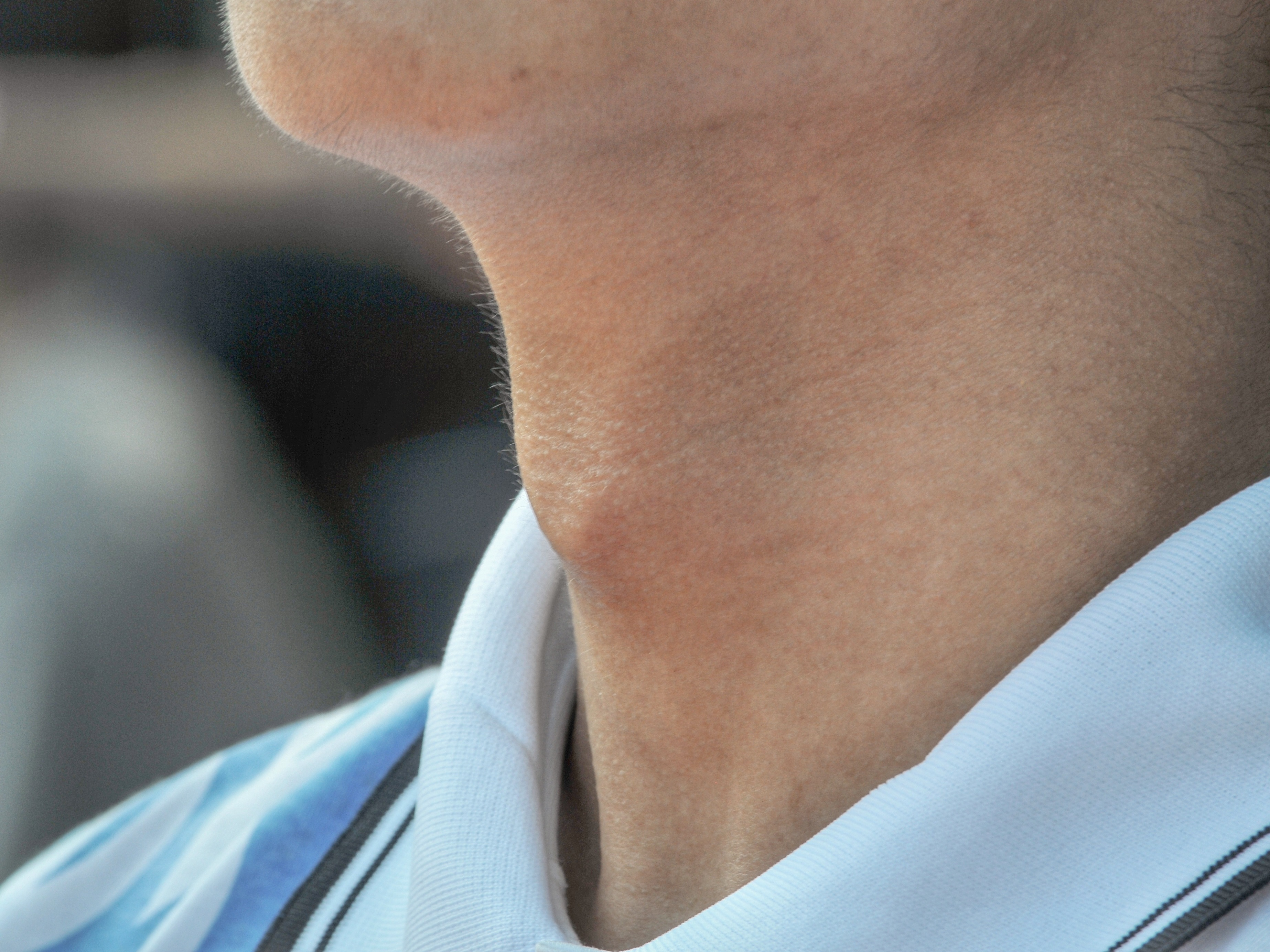
Szyja mężczyzny z wyraźnie widoczną wyniosłością krtaniową

Wyniosłość krtaniowa, jabłko Adama, grdyka (łac. prominentia laryngea, pomum Adami) – u człowieka widoczne na szyi uwydatnienie chrząstki tarczowatej (chrząstki krtani) rozwijające się po dojrzewaniu, zwłaszcza u mężczyzn. Nie ma odpowiednika u innych ssaków.
Nazwa pochodzi od biblijnego Adama – pierwszego mężczyzny. Według legendy po zjedzeniu zakazanego owocu z drzewa poznania dobra i zła, jego kawałek miał utknąć Adamowi w gardle.
Jabłko Adama może pojawić się również u kobiet w trakcie dojrzewania płciowego i po dojrzewaniu płciowym (czasem jest to prawidłową anomalią), gdy kobieta miesiączkuje prawidłowo. Jeśli nie, przyczyny mogą być następujące:
- uwarunkowania genetyczne,
- zaburzenia hormonalne,
- zapalenie krtani,
- intubacja, zadławienie[potrzebny przypis] i inne.